# Eugène-Henri Gravelotte
Eugène-Henri Gravelotte, francoski sabljač, * 6. februar 1876, † 28. avgust 1939.
Sodeloval je na sabljaškem delu poletnih olimpijskih igrah leta 1896.